# Tobin Kronos
Tobin Kronos, född 21 maj 2012 i Italien, är en italiensk varmblodig travhäst. Han tränades först av Stefan Hultman (2015) och därefter av Daniel Redén (2016–2017). Han kördes av Örjan Kihlström.
Tobin Kronos tävlade åren 2015–2017 och sprang in 2,9 miljoner kronor på 35 starter varav 12 segrar, 6 andraplatser och 1 tredjeplats. Han tog karriärens största segrar i The Owners Trophy (2016) och Berth Johanssons Memorial (2017). Han kom även på andraplats i Norrlands Grand Prix (2016) och Grand Prix l'UET (2016).
Han innehar världsrekordet för fyraåriga travhästar över distansen 2140 meter med voltstart. Rekordet sattes den 10 augusti 2016 på Solvalla då han sprang 12,1/2140v och vann med krafter kvar efter att ha avslutat 1.10 sista 800 och slog bland andra Chelsea Boko.
Tobin Kronos var med i en häftig duell i Grand Prix l'UET på Vincennesbanan i Paris den 14 oktober 2016. På en mycket regntung bana duellerade han med Readly Express och dessa två hästar stack undan från övriga fältet med många längder. Readly Express blev till slut för tuff men Tobin Kronos höll tappert som knappt slagen tvåa på 12,0/2100a, på en bana som var minst en sekund tung.
I januari 2018 togs beslutet att Tobin Kronos blir avelshingst på heltid.